# Spectrobes : Les Portes de la galaxie
Spectrobes : Les Portes de la galaxie (スペクトロブスシリーズ 超化石モンスターバトル ゲキトツ・ギャラクシー, Supekutorobusu Shiriizu Chōkaseki Monsutaa Batoru Gekitotsu Gyarakushii)  (Spectrobes: Beyond the Portals en anglais) est un jeu vidéo de type action-RPG développé par Jupiter et édité par Disney Interactive Studios, sorti en 2008 sur Nintendo DS. Il fait suite à Spectrobes. L'histoire prend place quelques mois après les évènements du premier opus et nous introduit aux antagonistes de cet opus-ci: des Grands Krawl (rien à voir avec ceux du troisième volet), Krawl à l'apparence humanoïdes, à savoir Jado, Gelberus, Gronos et Maja , dirigés par Krux. Ce jeu introduit également les Spectrobes Noirs, plus puissant que leurs homologues normaux mais n'étant pas maléfiques pour autant. Il faudra visiter plusieurs systèmes solaires pour débusquer Krux et le vaincre. 

## Système de jeu
Spectrobes: les portes de la galaxie reprend le mode de jeu de son prédécesseur, à savoir l'excavation de fossiles puis l'évolution des Spectrobes, en le modifiant et en le rendant plus simple. Ainsi l'interface du Laboratoire est revisitée et compactée: les dossiers qui ouvrent des sous dossiers sont abandonnés à au profit d'une "table rotative". De même les combats sont revisités; dans le premier opus Rallen se bat contre les Krawls aux côtés de ses créatures défossilisées.      
Dans le présent opus, le joueur contrôle directement l'un des deux Spectrobes sur le terrain, la jauge de coup de spécial se remplit au fur et à mesure des coups donnés, évitant le spam de coup spécial comme dans le premier jeu, ou la jauge se remplissait en gardant un bouton enfoncé. On assiste aussi à l'apparition des Géos, qui constituent le post-game: ce sont des objets renfermant un Spectrobe de forme ultime qui quand il est utilisé (il nécessite une jauge de coup spécial remplie) met immédiatement fin aux combats.     
De plus, deux nouveaux types de jeu sont introduits dans cet opus (qui ne seront pas repris dans le troisième: Spectrobes Origines) a savoir des phases ou vous traverserez un portail et ou il vous faudra éviter des météorites et autres gravats spatiaux pour atteindre l'autre côté de ce même portail, un chronomètre défilant vous indiquant votre temps, les météorites vous ralentissant si vous en percutez. Une variante de ce mini-jeu sera présentée vers la fin du jeu.     
Le deuxième de ces nouveaux ajouts sont les phases ou l'on incarne Jeena (qui sera un personnage jouable dans Spectrobes Origines) et ou l'on doit identifier plusieurs éléments du décors pour trouver celui qui déclenchera un puzzle-game. Il faudra, avant la fin du temps imparti, que toutes les pièces du jeu indiquent le même élément, soit Aurora(plante) Corona(feu) Flash(eau),que ce qu'indique l'écran supérieur.     
Enfin le jeu abandonne sa vue du dessus et opte pour une vue de dos, bien plus pratique permettant au joueur de déplacer la caméra comme il souhaite, et introduit un jeu de cache-cache; il vous faudra trouver dans certaines zones des passages secrets grâces à votre Jeune Spectrobes, qui regorgent de minérocs rares (toujours aussi nécessaires pour l'évolutions des Spectrobes), de Cubes (objets contenant astuces et indications sur le jeu) et de Pierres Mystères (objets qui délivrent des minérocs augmentant les stats de vosscréatures ou des bonus applicable à certains Spectrobes spécifiques).